# Luci Hortensi (pretor de Sicília)
Luci Hortensi (en llatí Lucius Hortensius) va ser un cavaller romà, pare de l'orador Quint Hortensi. Va viure al segle ii aC.
Va ser pretor de Sicília l'any 97 aC, i és recordat per la justícia i correcció amb la que va exercir el càrrec. Es va casar amb Semprònia, filla de Gai Semproni Tudità.